# Plan de la Patria
El Plan de la Patria, oficialmente llamado Plan de Desarrollo Económico y Social, es una serie de programas de gobierno y leyes venezolanas presentada inicialmente por Hugo Chávez y posteriormente por Nicolás Maduro, que tienen una periodicidad de 6 años, vigentes desde su publicación en la Gaceta Oficial de Venezuela. Los documentos están basados en la ideología de Hugo Chávez, el chavismo, y en el socialismo del siglo XXI.

## Historia
El 22 de julio de 1996, Hugo Chávez publicó un documento conocido como la «Agenda Alternativa Bolivariana», una enmienda a los postulados del IX Plan de Desarrollo de la Nación 1995-1999. Chávez definió como «un arma para la contraofensiva total» elaborada desde «un enfoque humanístico, integral, holístico y ecológico», elaborado como respuesta a la aplicación de la serie de medidas económicas conocida como la Agenda Venezuela, en marcha desde abril de 1996 durante el gobierno de Rafael Caldera. Desde entonces, se han desarrollado un total de tres planes de desarrollo con el fin de dar continuidad a las políticas planteadas por Chávez.

## Planes

### Primero (Proyecto Nacional Simón Bolívar, 2007-2013)
El Proyecto Nacional Simón Bolívar fue un plan escrito por el expresidente Hugo Chávez para el año 2007, en el cual desarrollaba una serie de enfoques estratégicos para la nación, en lo que se destacan "la nueva ética socialista, la suprema felicidad social, la democracia protagónica, modelo productivo socialista, la nueva geopolítica nacional, Venezuela como potencia energética mundial y la nueva geopolítica internacional".

### Segundo (2013-2019)
Fue presentado inicialmente por Hugo Chávez el 12 de junio de 2012 para lo que sería su período presidencial 2013-2019, el cual no pudo concretar por su fallecimiento en 2013. Luego de su fallecimiento el presidente Nicolás Maduro presentó el Plan de la Patria ante la Asamblea Nacional de Venezuela en 2013, siendo aprobado el 3 de diciembre y publicado al día siguiente, el 4 de diciembre, en la Gaceta Oficial extraordinaria 6118. Algunos oficialistas, tales como Toby Valderrama, acusaron a Maduro de «falsificar el Plan de la Patria».

### Tercero (2019-2025)
Fue presentado por el presidente Nicolás Maduro ante la Asamblea Nacional Constituyente de Venezuela de 2017 en 2019, aprobado el 2 de abril de 2019 y publicado al día siguiente, el 3 de abril, en la Gaceta Oficial extraordinaria 6442, el mismo es la continuación del Segundo Plan Socialista de Desarrollo Económico y Social 2013-2019 y propone desarrollo de políticas, programas y proyectos destinados a la profundización de la denominada Revolución bolivariana.

### Cuatro (2025-2031)
Nicolás Maduro llamó al Plan de la Patria para el periodo 2025-2031 como el plan de las 7T, o el Plan de las 7 grandes transformaciones.

## Objetivo
A partir del segundo Plan socialista de Desarrollo Económico y Social, Hugo Chávez plasma objetivos históricos, objetivos nacionales, estratégicos, generales y específicos para su programa de gobierno: En los documentos se plasman los cinco «grandes objetivos históricos» originales del programa de gobierno de Hugo Chávez en su Segundo Plan de Desarrollo Económico y Social. Textualmente son:
1. Defender, expandir y consolidar el bien más preciado que hemos reconquistado después de 200 años: la independencia nacional.
2. Continuar construyendo el socialismo bolivariano del siglo XXI, en Venezuela, como alternativa al "sistema destructivo y salvaje del capitalismo" y con ello asegurar “la mayor suma de felicidad posible, la mayor suma de seguridad social y la mayor suma de estabilidad política para nuestro pueblo".
3. Convertir a Venezuela en un país potencia en lo social, lo económico y lo político, dentro de la gran potencia naciente de América Latina y el Caribe, que garantice la conformación de una zona de paz en Nuestra América.
4. Contribuir al desarrollo de una nueva geopolítica internacional, en la cual tome cuerpo el mundo multicéntrico y pluripolar, que permita lograr el equilibrio del universo y garantizar la paz planetaria.
5. Contribuir con la preservación de la vida en el planeta y la salvación de la especie humana.

Además, en los documentos se plasman un total de 32 objetivos nacionales, 173 estratégicos, 731 generales y 1 859 específicos.[cita requerida]